# جيمس غرينليف
جيمس غرينليف (بالإنجليزية: James Greenleaf)‏ هو شخصية أعمال أمريكي، ولد في 9 يونيو 1765 في بوسطن في الولايات المتحدة، وتوفي في 17 سبتمبر 1843 في واشنطن العاصمة في الولايات المتحدة.